# Paratryssaturus morimotoi
Paratryssaturus morimotoi är en kvalsterart som beskrevs av Imamura 1979. Paratryssaturus morimotoi ingår i släktet Paratryssaturus och familjen Aturidae. Inga underarter finns listade i Catalogue of Life.